# Вілла Штука
Вілла Штука (нім. Villa Stuck) — побудована в 1897—1898 роках вілла німецького художника і скульптора Франца фон Штука, нині художній музей. Розташована на Принцрегентенштрассе (нім. Prinzregentenstraße) в Мюнхені. Проект вілли в стилі неокласицизма створив фон Штук. У 1914—1915 роках до неї було прибудовано будівлю майстерні. Незадовго до своєї смерті в 1928 році фон Штук удостоївся за свої досягнення ступеня почесного доктора Мюнхенського технічного університету.
З 1992 року будівля використовується як третій міський музей (після Мюнхенського міського музею і Міської галереї в будинку Ленбаха) для постійних і тимчасових виставок. Окрім збережених житлових приміщень і майстерні Франца фон Штука з колекцією творів Франца фон Штука, доповненою експонатами прикладного мистецтва рубежу XIX—XX віків, увазі відвідувачів на віллі Штука пропонуються спеціалізовані виставки, присвячені історичній і художній обстановці в контексті життя і творчості фон Штука, а також образотворче і прикладне мистецтво XX століття.

## Ресурси Інтернету
- Вікісховище має мультимедійні дані за темою: Вілла Штука
- Офіційний сайт
- Birgit Jooss: Ateliers als Weihestätten der Kunst. Der «Künstleraltar» um 1900. München 2002
- Fritz von Ostini: Villa Franz von Stuck München. Sonderdruck der Innendekoration. Darmstadt: A. Koch um 1900.

## Фототека

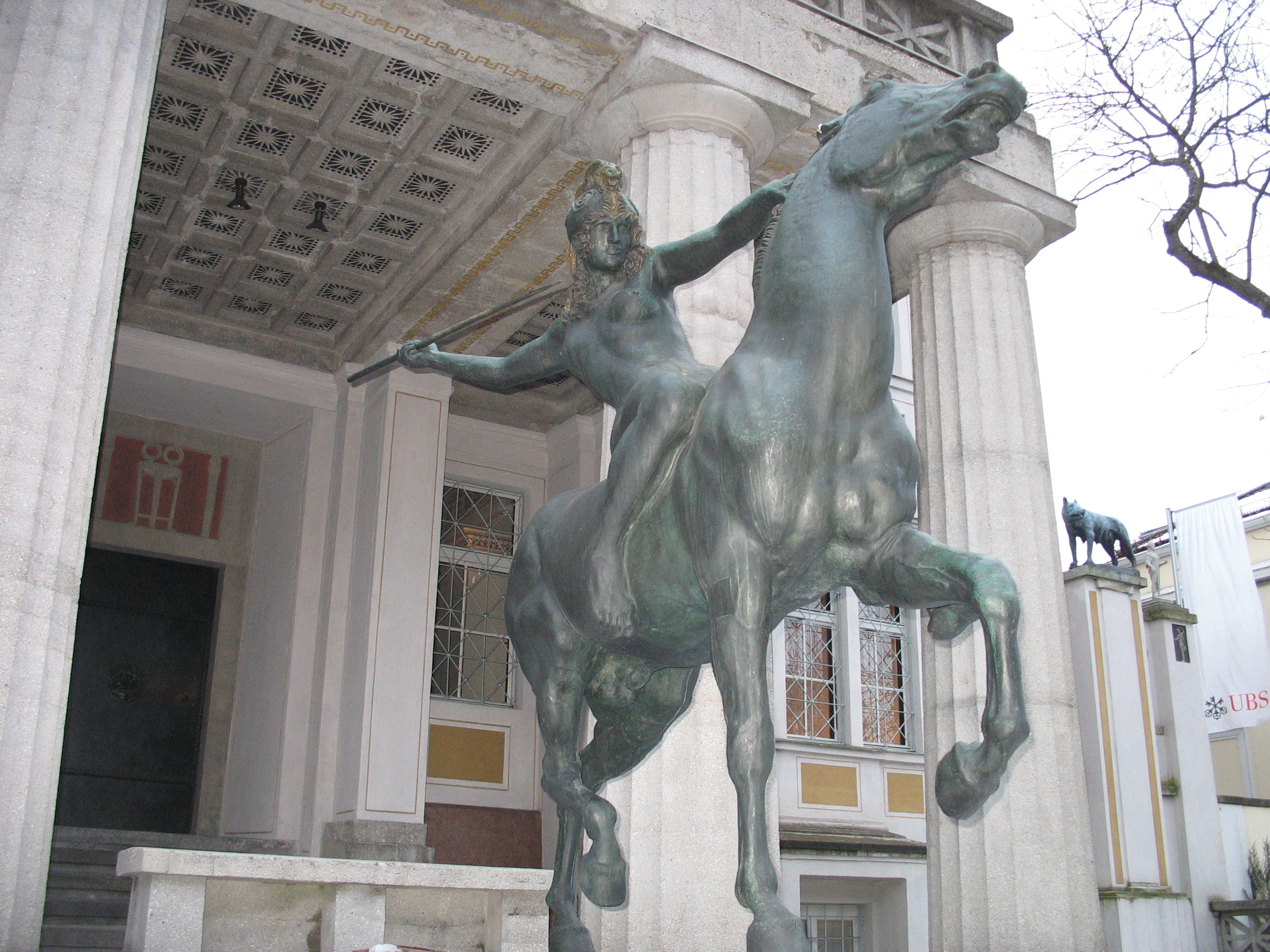
Амазонка біля вхідного порталу
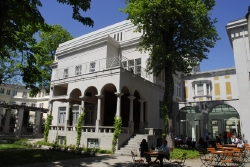
Внутрішній двір вілли
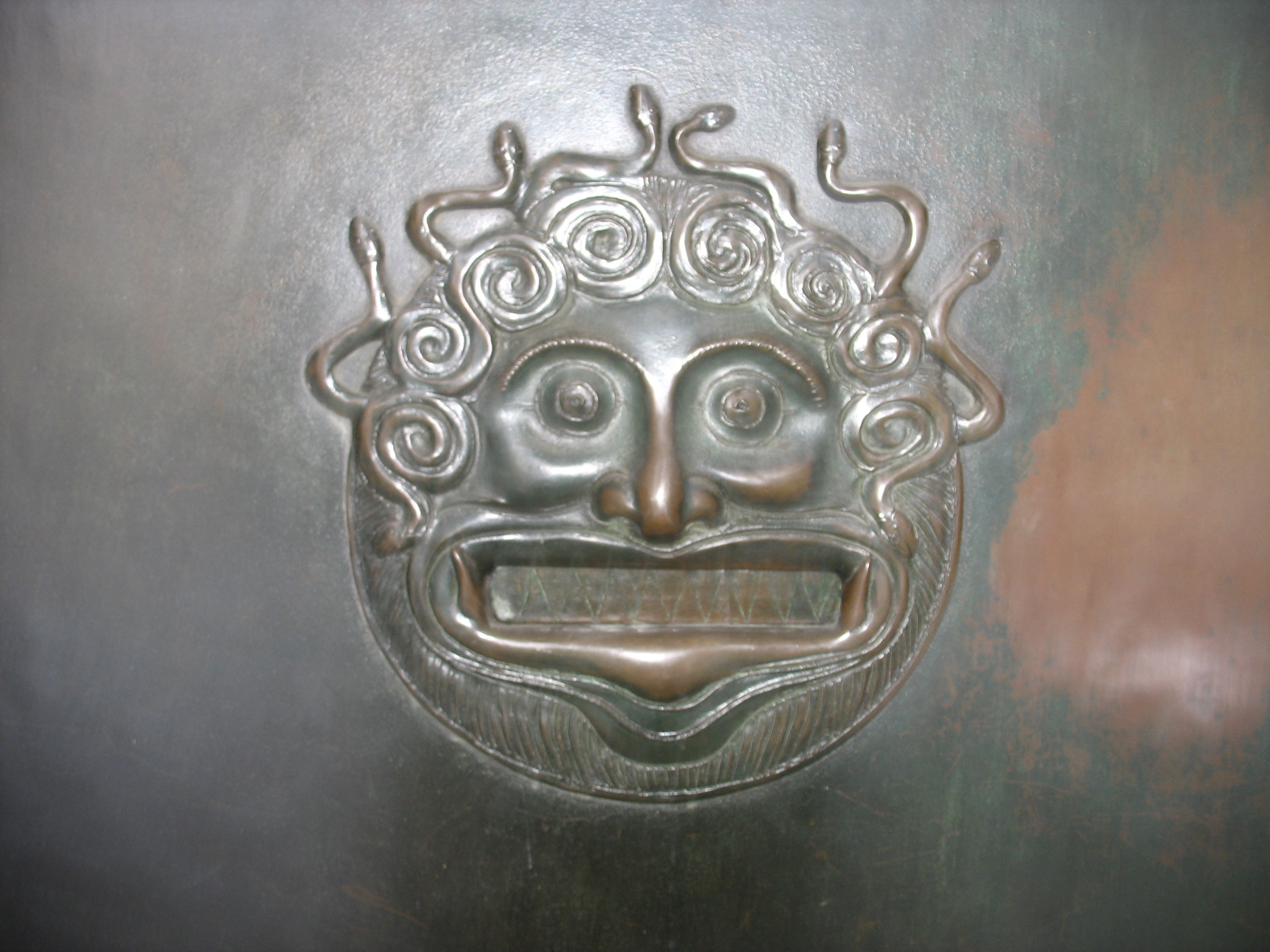
Голова медузи на вхідному порталі вілли

1. ↑  http://geodaten.bayern.de/denkmal_static_data/externe_denkmalliste/pdf/denkmalliste_merge_162000.pdf